# Corridoio Reno-Alpi
Il corridoio Reno-Alpi è il sesto dei nove assi prioritari del sistema di reti transeuropee dei trasporti (TEN-T).

## Percorso
Il Corridoio Reno-Alpi attraversa cinque nazioni europee: Paesi Bassi, Belgio, Germania, Svizzera e Italia. Lungo la sua rotta passa per: Amsterdam, Utrecht, Nimega, Duisburg, Düsseldorf, Colonia, Coblenza, Magonza, Francoforte sul Meno, Mannheim, Karlsruhe, Strasburgo, Basilea, Zurigo, Milano, Genova.